# Хіус (планетоліт)
Хіус — вигаданий космічний корабель, що являє собою фотонний планетоліт, який присутній у фантастичних творах радянських письменників Аркадія і Бориса Стругацьких.
Вперше згадується у романі «Країна багряних хмар». Назва космічного корабля, згідно з текстом цього роману, походить від сибірського діалектного слова «хіус» («хівус»), що означає «зимовий вітер».

## Конструкція
Склад планетольоту:

Обкладинка першого видання повісті

- Головна рушійна установка, що заснована на комбінованому використанні технологій ядерного фотонно-ракетного приводу. Фотонний двигун перетворює пальне в кванти електромагнітного випромінювання і таким чином забезпечує максимально можливу для ракетних двигунів швидкість виштовхування, що дорівнює швидкості світла. Джерелом енергії фотонно-ракетного приводу можуть бути термоядерна реакція (часткове перетворення пального у випромінювання) або процеси анігіляції антиречовини (повне перетворення пального у випромінювання).
- Необхідний компонент рушія — дво- або багатошарове параболічне дзеркало, у фокусі якого відбувається реакція розпаду палива у випромінювання для утворення реактивної тяги.
- П'ять допоміжних атомно-імпульсних ракет, що дозволяють планетольоту стартувати з Землі і здійснювати посадку на неї.

Конструкція планетольотів у творах Стругацьких змінювалася несуттєво. Серед важливих модифікацій згадувалося лише збільшення кількості шарів «абсолютного дзеркала».

## Застосування
- У романі братів Стругацьких «Країна багряних хмар» планетоліт «Хіус» з екіпажем розвідників надсилають до Венери у район покладів радіоактивних речовин під назвою «Уранова Голконда».